# San Antonio (Toledo District)
San Antonio ist ein Dorf im Toledo District von Belize. Es ist die größte Maya-Siedlung in Belize mit ca. 1.204 Einwohnern, hauptsächlich Mopan-Maya.

## Geographie
Das Dorf liegt im Süden von Belize am Zugang zu einigen Indianerreservaten (San Antonio Indian Reservation, Rio Blanco Indian Reservation, Pueblo Viejo Indian Reservation, Blue Creek Indian Reservation, Aguacate Indian Reservation) im Rio Blanco National Park und am Rio Blanco.

## Klima
Nach dem Köppen-Geiger-System zeichnet sich San Antonio durch ein tropisches Regenwaldklima mit der Kurzbezeichnung Af aus.

## Religion
Etwa 88 % der Einwohner sind katholisch, 8 % gehören zu anderen christlichen Denominationen und 4 % sind Nichtdenominational Christlich. Mit 29 anderen Missions-Pfarreien (parish) im Toledo District wird die Siedlung von Jesuiten von St. Peter Claver in Punta Gorda betreut.

## Geschichte

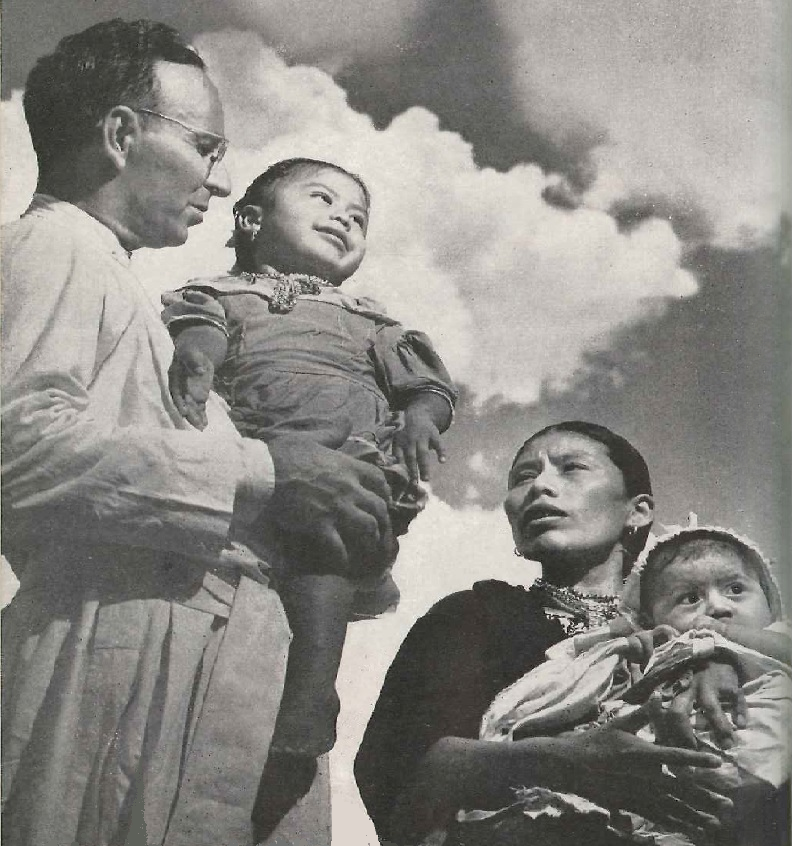
Pater Ulrich mit Maya

Das Dorf wurde in 1883 durch Maya begründet, die vor Verfolgung in Guatemala auf der Flucht waren. Dabei war dies ein Teil einer größeren Migrationsbewegung, durch welche auch die Q’eqchi’ aus dem Departamento Alta Verapaz (Guatemala) einwanderten, die sich weiter südlich in Crique Sarco, Dolores, und später in Sarstoon, Temash und Moho-River-Gebieten ansiedelten.
Wirtschaftliche Entwicklung kam in den frühen 1950ern mit der Gründung einer Bank (Marion M. Ganey, credit union) und einer Kooperative, die es den Einwohnern ermöglichte ihre eigenen Produkte zu vermarkten. Dabei spielte der Jesuit Fr. William Ulrich SJ eine führende Rolle.

## Sehenswürdigkeiten

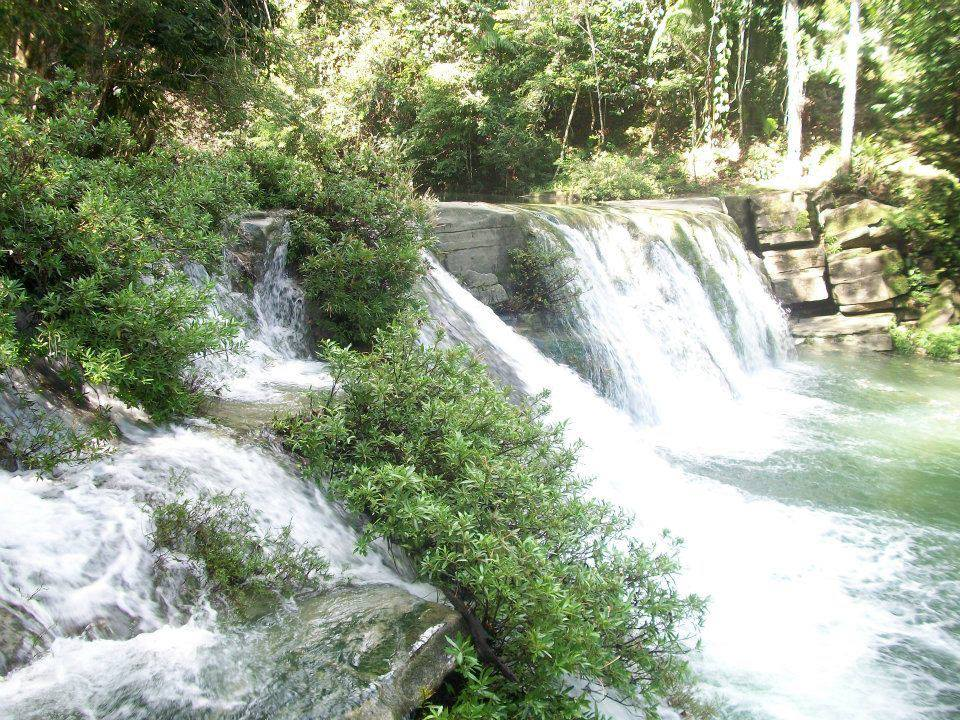
San Antonio Water Falls

San Antonio hat verschiedene Touristen-Attraktionen, unter anderem San Antonio Falls, die St. Peter Claver Catholic Church von 1950, sowie Ökotourismus-Gästehäuser.